# Regiunile Uzbekistanului
Uzbekistanul este împărțit în 12 regiuni (vilaiete), 1 republică autonomă și un oraș independent (Tașkent). Deși am fi tentați să denumim unitățile administrative ca și provincii, lucru rezultat prin traducerea cuvântului de origine turcică vilaiet, surse oficiale (Institutul de Statistică uzbec) folosesc în paginile anglofone termenul de regiune. Numele lor sunt date după denumirea în uzbecă, deș există mai multe variante de transliterație. Statisticile pentru Regiunea Tașkent le includ și pe cele ale orașului omonim. Regiunile se subdivid mai departe în 160 districte (Tumanlar, la singular tuman).
| Regiune                                          | Reședința           | Suprafața (km²) | Populația (2008) | Număr pe hartă |
| ------------------------------------------------ | ------------------- | --------------- | ---------------- | -------------- |
| Andijon Viloyati                                 | Andijon (Andijan)   | 4,200           | 2,477,900        | 2              |
| Buxoro Viloyati                                  | Buxoro (Buhara)     | 39,400          | 1,576,800        | 3              |
| Farg'ona Viloyati                                | Farg'ona (Fergana)  | 6,800           | 2,997,400        | 4              |
| Jizzax Viloyati                                  | Jizzax (Jizak)      | 20,500          | 1,090,900        | 5              |
| Xorazm Viloyati                                  | Urganch (Urghenci)  | 6,300           | 1,517,600        | 13             |
| Namangan Viloyati                                | Namangan            | 7,900           | 2,196,200        | 6              |
| Navoiy Viloyati                                  | Navoi               | 110,800         | 834,100          | 7              |
| Qashqadaryo Viloyati                             | Qarshi (Karși)      | 28,400          | 2,537,600        | 8              |
| Qaraqalpaqstan Respublikasi (Republică autonomă) | Nukus               | 160,000         | 1,612,300        | 14             |
| Samarqand Viloyati                               | Samarkand           | 16,400          | 3,032,000        | 9              |
| Sirdaryo Viloyati                                | Guliston (Gulistan) | 5,100           | 698,100          | 10             |
| Surxondaryo Viloyati                             | Termez              | 20,800          | 2,012,600        | 11             |
| Toshkent Viloyati                                | Toshkent (Tașkent)  | 15,300          | 2,537,500        | 12             |
| Toshkent Shahri                                  | Toshkent (Tașkent)  | 335             | 2,192,700        | 1              |

## Enclave și exclave

### Exclave
Există un număr de 4 exclave uzbece pe teritoriul Kirghizstanului, în zona văii Fergana, unde se întâlnesc Kirghizstanul, Uzbekistanul și Tadjikistanul.
Acestea sunt:
- Teritoriul orașului Soh, cu o suprafață de 325 km 2 și o populație de 42.800 locuitori (în 1993), dintre care 99% erau tajdici și restul uzbeci[4]

- Teritoriul orașului Șahrimardan (Shakirmardon or Shah-i-Mardan) cu o suprafață de 90 km 2 și o populație de 5.100 locuitori (în 1993), dintre care 91% sunt uzbeci și restul kirghizi

- Teritoriul Chong-Kara (Kalacea), 3 km lungime și 1 lățime, situat pe râul Soh, între granița cu Uzbekistanul și exclava Soh

- Teritoriul Geangail cu un diametru de 2 -3 km.

### Enclave
- Satul Savran, enclavă uzbecă în Tadjikistan, care cuprinde o fâșie lungă de ~ 15 km și lată de 1 km, care se întinde de-a lungul șoselei dintre Angren și Kokand

- Enclava kirghiză ce cuprinde satul Barak (627 locuitori), dintre orașele Margilan și Fergana.